# Fuerte de Breendonk

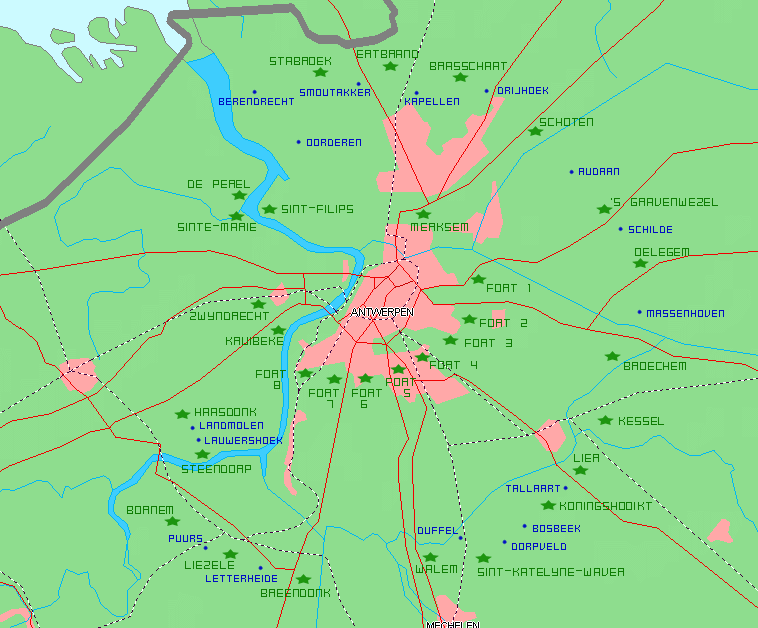
Mapa con la localización de las fortificaciones erigidas alrededor de Amberes. Breendonk en la zona inferior.

El Fuerte de Breendonk o Fort Breendonk es una fortificación construida hacia 1906 como parte del segundo anillo de defensas, conocido como Réduit national, alrededor de la ciudad belga de Amberes. Originalmente fue una más entre una cadena de fortalezas construidas para defender a Bélgica contra un posible ataque por parte del Imperio Alemán, Breendonk se situaba cerca de la ciudad del mismo nombre, alrededor de 20 kilómetros al sudoeste de Amberes. Estaba cubierto por una capa de hasta cinco metros de espesor de tierra, además de estar rodeado de un foso. Tiene unas dimensiones de 200 por 300 metros. El fuerte fue usado como un campo de prisioneros por el ejército alemán durante la Segunda Guerra Mundial, periodo en el que Bélgica fue invadida por el país vecino. Hoy en día, el lugar es un memorial nacional (del holandés: 'Nationaal Gedenkteken Fort van Breendonk'), y puede ser visitado.

## Primera Guerra Mundial

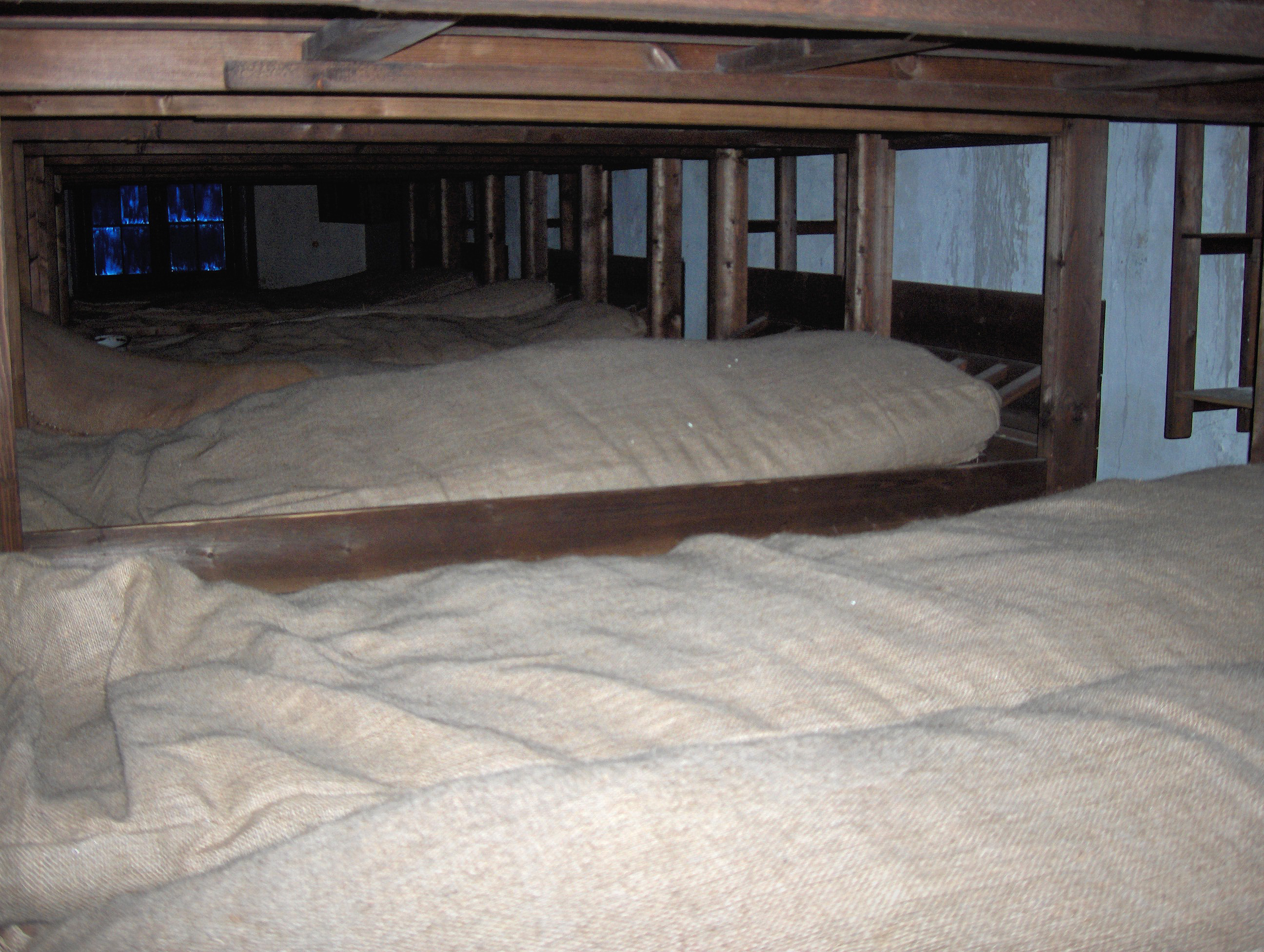
Colchones de paja en las literas del Fort van Breendonk, Bélgica

Bélgica fue invadida en agosto de 1914 por el ejército alemán después de rechazar su petición de atravesarla sin obstrucciones hacia el norte de Francia.
La invasión comenzó el día 4 de agosto del mismo año. Con prisas por alcanzar la ciudad de París cuanto antes, las tropas invasoras concentraron todos sus esfuerzos en el sur, ignorando de esta manera a Amberes.
Debido a la continua resistencia belga desde el norte forzó a los dirigentes teutones a atacar Amberes. El siguiente 9 de septiembre, al general Beseler se le ordenó que atacara dicha ciudad. La artillería de acoso fue enviada al norte, precipitando así la caída de las ciudades de Namur y Maubeuge. 
Fort Breendonk fue atacado por primera vez el 1 de octubre de 1914 mediante obuses localizados a 5 o 6 kilómetros fuera del alcance de las armas del fuerte. Los alemanes romperon las líneas belgas en Lier. El ejército alemán podrían atacar Amberes evitando de esta manera Fort Breendonk. El 9 de octubre, Breendonk se rindió, después del sitio de Amberes.

## Segunda Guerra Mundial
El ejército alemán invadió y ocupó el territorio belga hacia 1940. Fort Breendonk ya estaba obsoleto para entonces, y no podía enfrentarse a la guerra acorazada. El fuerte se convirtió brevemente en la base general de los dirigentes de Bélgica durante las primeras semanas tras la invasión, pero fue abandonado debido a los avances de las tropas enemigas.
Los alemanes transformaron Fort Breendonk en un campo de prisioneros. El 20 de septiembre de 1940, los primeros prisioneros llegaron al lugar. Estos eran pequeños criminales, personas calificadas como antisociales y quienes no cumplían las nuevas leyes con respecto a las razas. Más adelante, fueron luchadores de la resistencia, prisioneros políticos y rehenes inocentes, quienes también fueron detenidos. Se utilizó otra sección del campo como lugar de tránsito para judíos que iban a ser enviados a morir en otros campos como el de Auschwitz.
El campo estaba custodiado por guardas de las SS de procedencia alemana y flamenca. 185 prisioneros fueron ejecutados, y otros muchos fueron trasladados a diversos campos de concentración. Las horcas todavía permanecen en el lugar, al igual que un cámara de tortura de las SS. Al contrario de lo que piensa la gente, nunca ha habido cámaras de gas en Fort Breendonk.
En total, menos de 4.000 prisioneros fueron confinados entre los muros de Breendonk durante toda su existencia. La mayoría de los reclusos no judíos eran miembros de izquierdistas de la resistencia belga o fueron tomados como rehenes por los alemanes. Varios cientos de personas fueron asesinados en el campo usando la tortura, ejecuciones y por las lamentables condiciones de vida. Hacia septiembre de 1941, los prisioneros del Partido Comunista Belga fueron enviados al campo de concentración de Neuengamme.
Los prisioneros judíos de Breendonk fueron segregados de otros prisioneros hasta 1942. Desde entonces, los judíos fueron transferidos al campo de tránsito de Malinas, también en Bélgica, o eran deportados directamente a Auschwitz, en la Polonia invadida y controlada por los nacionalsocialistas. En total, alrededor de 15 transferidos dejaron el campo, en su mayoría judíos, pero casi ninguno sobrevivió.
A la llegada al campo, los nuevos prisioneros eran llevados a los patios, donde tendrían que quedarse mirando a la pared hasta que fueran procesados. Se les prohibía cualquier movimiento, y cualquier indicio de un ademán era castigado con severidad. Los castigos realizados en el campo consistían en palizas, tortura en una cámara especialmente preparada para tal fin, la horca o la ejecución por pelotón de fusilamiento; ya fuera dentro del campo o en los alrededores. El comandante del campo Lagerkommandant Phillip Schmitt era conocido por soltar a su pastor alemán para que atacara a los presos. También se sabe que su esposa paseaba por el campo, ridiculizando a los reclusos y ordenando castigos a su antojo. Diariamente se incurrían palizas severas aleatoriamente. Una vez un preso, un chico judío de menos de 20 años de edad, era incapaz de seguir trabajando. Los guardias flamencos de las SS le arrojaron al foso; no podía nadar, y no quisieron ayudarle a salir. Estuvo luchando un cuarto de hora hasta que finalmente se ahogó. 
A los reclusos se les obligaba a presenciar cualquier ejecución que se llevara a cabo. Tan solo se les permitía usar el retrete, que en realidad era una gran fosa situada en medio de uno de los jardines, dos veces al día, todos al mismo tiempo. Únicamente se les permitían cinco minutos para llevar a cabo sus necesidades; teniendo cualquier exceso un castigo. Pero debido a que ninguno de los presos disponía de un reloj, la mayoría acababan en alrededor de un minuto, por el temor de sobrepasar el tiempo asignado. Esto causaba frecuentemente problemas de diarrea, intestinos y retortijones.  
Los prisioneros eran sujetos de trabajos forzados, que consistía en retirar la gruesa capa de tierra que cubría el fuerte. En los pocos años que Fort Breendonk fue usado por los nazis, los millones de metros cúbicos de materiales que tapaban la construcción fueron retirados a mano por los prisioneros a un ritmo agotador. Este material tenía que ser trasladado para crear un muro de tierra circular y de gran altura alrededor del fuerte para esconderlo de quien lo pudiera ver. Los reclusos tan solo disponían de herramientas manuales para llevar a cabo esta costosa tarea y los escombros habían de ser transportados usando carretillas de mano sobre un sistema de ferrocarriles de vía estrecha hacia el muro exterior. El suelo en el campo normalmente se encontraba empapado, lo que provocaba que los raíles se hundieran en el barro. Entonces, se esperaba que los prisioneros trasladaran los carros completamente a peso, aunque se sabía que estos carros cargados de tierra sobrepasaban la tonelada de peso; empujando y tirando una y otra vez durante una distancia superior a los 300 metros. Este régimen era impuesto durante 12 horas diarias, siete días a la semana, fueran cuales fueran las condiciones meteorológicas. Las órdenes eran expresadas exclusivamente en alemán, así que a los prisioneros se les forzaba a aprender las órdenes básicas con cierta rapidez, o eran castigados por no obedecer las órdenes. A los prisioneros también se les forzaba a saludar, marchar y permanecer quietos y atender cada vez que un guardia pasaba.
La acomodación en el fuerte consistía en las antiguas barracas. Construidas con gruesas piedras, eran extremadamente frías y húmedas debido a la ausencia de ventanas y una ventilación mínima. Cada habitación de las barracas tan sólo disponía de una pequeña estufa a carbón, a la que era casi imposible proveer de suficiente calefacción para todos. Estas habitaciones fueron diseñadas para alojar hasta a 38 personas, pero con frecuencia se recluían hasta 50 internos a la vez en literas triples y colchones de paja. Los niveles más altos de las literas eran muy valorados por los presos, pues estos tan solo disponían de un pequeño cubo para realizar sus necesidades nocturnas, y muchos de los presos, debilitados y enfermos, simplemente dejaban caer sus desechos hasta niveles inferiores de las literas. Esto causaba muchas luchas entre los reclusos, que probablemente era lo que los guardas iban buscando.
Los prisioneros de origen judío fueron segregados de otros presos y alojados en barracones de madera expresamente construidos para ellos. Estas barracas estaban pobremente aisladas y sobrepobladas.
Otros prisioneros eran alojados en celdas, ya fuera en pequeños grupos o individualmente. El objetivo era aislar a ciertos prisioneros para ser posteriormente interrogados y torturados.
La comida era fuertemente racionada para los prisioneros, y era distribuida en diferentes cantidades dependiendo del tipo de prisionero. Los judíos eran los más desafortunados en este aspecto. A los prisioneros se les daban tres ingestas diarias. El desayuno consistía en dos tazas de sucedáneo de café hecho a partir de bellotas tostadas y 125 gramos de pan. El almuerzo era normalmente un cuenco de sopa, que muchas veces era simplemente agua caliente. La cena estaba formada por otras dos tazas de sustituto de café y 100 gramos de pan, a veces con una cucharaza de mermelada o azúcar. Esto, obviamente, se encuentra lejos de los mínimos para sostener una vida humana, especialmente considerando el calor y el frío extremos, los trabajos extenuantes y los castigos físicos a los que eran sometidos los prisioneros.
Es por este motivo por el que Fort Breendonk ha sido descrito como uno de los peores campos de concentración de todo el continente europeo. Las condiciones en su interior eran tan crueles y duras que aquellos que salieron vivos estaban tan débiles que sus probabilidades de supervivencia en su destino final eran casi nulas, y muchas veces los prisioneros se encontraban tan enfermos y débiles que eran directamente llevados a las cámaras de gas o morían a los pocos días de su llegada. El régimen en el campo era, al menos, tan duro como en un campo de concentración real. Menos del 10% de sus prisioneros sobrevivieron a la Segunda Guerra Mundial.
Existe una particular controversia alrededor de los guardas flamencos de las SS del campo, quienes tan abiertamente y cruelmente dieron la espalda contra sus compatriotas en apoyo ciego de sus superiores nazis.

## Inscripción en la fachada
"Vous qui entrez, laissez toute espérance."
Son los versos de Dante Alighieri, de su conocida obra La Divina Comedia, los que se encuentran grabados sobre la entrada principal.

## Lista de los 185 patriotas ejecutados en Breendonk
| - Achten J. (30) - Aerts F. (31) - Ameye J. (43) - Ancart A. (41) - Ancion J. (24) - André A. (55) - Andries M. (49) - Angheloff T. (43) - Autevled E. (31) - Baplu R. (43) - Brauwin J. (39) - Beeldens L. (62) - Bergmans A. (21) - Bertulot A. (23) - Blanchart G. (28) - Boelens J. (51) - Boets F. (31) - Boets H. (36) - Boets N. (40) - Boghe M. (45) - Boisacq R. (39) - Bollens G. (28) - Bontemps J.J. (42) - Borderieux E. (51) - Bosmans R. (41) - Boulanger J. (20) - Braibant R. (39) - Broekaert A. (41) - Brouns F. (37) - Brouns M. (35) - Caiveau J. (21) - Canips T. (34) - Castermans D. (32) - Cauwel F. (58) - Cheron L. (40) - Collin A. (34) - Colombin G. (23) - Comhaire R. (46) - Cordier I. (36) - Croy A. (26) - Daniloff - Daurel E. (31) - Daxhelet G. (43) - De Badrihaye A. (41) - De Bremme C. (33) - De Ceuster D. (32) - De Coster P. (35) - De Houwer L. (33) - De Kelver P. (22) - De Coninck C. (38) - Delperdange. (33) - Delsaer G. (22) - Dumonceau M. (30) - De Preester R. (21) - Derard G. (21) - De Reume E. (23) - Derichs H. (29) - De Roeck C. (26) - De Smet C. (49) - De Wallens J. (31) - De Wolf F. (23) - Dierickx R. (23) | - Dobzrynski S. (19) - Dorissen F. (44) - Dottermans E. (22) - Dumont C. (37) - Dumont R. (29) - Everaert L. (31) - Evers R. (33) - Evrard N. (52) - Falise N. (52) - Flichtenreich W. (21) - Fraiteur A. (19) - Franck A. (52) - Gelenne P. (35) - Goddbil P. (27) - Gooris J. (26) - Gossiaux V. (44) - Grommen J. (24) - Hannard G. (46) - Hautem R. (19) - Helleman A. (38) - Hermans P. (36) - Herszaft D. (21) - Hertoghe J. (43) - Heyligen P. (21) - Hoevenaegel F. (33) - Hollanders M. (28) - Horemans L. (22) - Houdy A. (24) - Huot M. (29) - Jacobs V. (30) - Jeurissen P. (39) - Jordens E. (24) - Jordens J. (23) - Jourand F. (20) - Jourand G. (23) - Kemel J. (24) - Keppenne C. (32) - Knarren M’36) - Ladrière M. (36) - Lambert F. (30) - Lando M. (31) - Laurent A. (35) - Le Houck. (48) - Lelong G. (20) - Lemeur F. (47) - Loossens J. (44) - Louis A. (26) - Lovenvirth N. (21) - Luppens G. (51) - Mackelberghe J. (29) - Maenen D. (25) - Malevez Y. (18) - Maque L. (30) - Marchal P. (22) - Marting A. (29) - Mathijs M. (29) - Melard F. (41) - Meurice A. (40) - Meuris A. (32) - Michaux H. (23) - Moetwil J. (34) - Mohrfeld F. (42) | - Morren G. (49) - Moureaux A. (34) - Musette E. (22) - Nejszaten J. (60) - Nicolet C. (20) - Nysen F. (21) - Orfinger L. (31) - Paree A. (30) - Patron R. (19) - Paulus J. (39) - Peeters J. (46) - Pohl H. (34) - Pierkot M. (22) - Predom E. (34) - Pruin J. (34) - Raemakers R. (30) - Rakower M. (36) - Raskin M. (37) - Regent D. (30) - Renis P. (44) - Reygaerts M. (41) - Rickal E. (24) - Rickal L. (52) - Rouchaux G. (48) - Schaeken. (24) - Schenkels P. (31) - Seymens E. (34) - Simon J. (23) - Smets A. (36) - Smets J. (38) - Stockmans M. (46) - Storck J. (22) - Suy J. (37) - Theys G. (42) - Thiemann H. (25) - Tielemans A. (26) - Tilquin M. (40) - Van den Heuvel E. (33) - Van den Hoven J. (30) - Van der Elst J. (53) - Van der Maelen V. (35) - Van Diest M. (41) - Van Hees J. (30) - Van Hove E. (42) - Van Rome A. (40) - Van Schelle M. (44) - Van Tilborg A. (56) - Van Tilt E. (24) - Van Tilt J. (27) - Van Dist G. (33) - Van Wezemael E. (23) - Vecoven H. (19) - Verschaeren M. (19) - Verstraeten A. (42) - Vertongen E. (44) - Vieyra B. (43) - Vincent L. (22) - Warichet M. (24) - Wauquaire R. (27) - Wauty J. (46) - Weingast B. (32) - Zeb H. (40) |

El número entre paréntesis representa la edad con la que fueron fusilados los presos.

## Breendonk II
Después de la liberación del campo en septiembre de 1944, Fort Breendonk fue brevemente usado como campo de internamiento para colaboradores belgas del régimen nacionalsocialista de Adolf Hitler. Este periodo de existencia del fuerte fue conocido como "Breendonk II". Los prisioneros fueron trasladados a Dossin Barracks, en Malinas, el 10 de octubre del mismo año. 
Los juicios de los guardas flamencos de las SS, considerados colaboradores de los nazis, fueron llevados a cabo en 1946 en Malinas, incluyendo a algunos guardas y oficiales de Fort Breendonk. De aquellos que fueron condenados, catorce de ellos fueron condenados a ser fusilados en 1947. Dos de ellos apelaron su caso y su pena fue rebajada a cadena perpetua. Cuatro más fueron sentenciados a prisión de por vida. Uno más fue condenado a 20 años de prisión. Otro fue absuelto. Dos guardas fueron condenados también a cadena perpetua, aunque nunca fueron capturados. Hoy en día, la mayoría ha debido fallecer por longevidad. El comandante nazi, Philipp Schmitt, tuvo su juicio en Amberes en 1949 y fue sentenciado a muerte. Fue disparado el 9 de agosto de 1950. Nunca mostró ningún arrepentimiento y negó todas las atrocidades que ocurrieron en Breendonk, declarando que estaba exclusivamente reeducando a los presos como se le ordenó.

## Memorial actual
En 1947 Fort Breendonk fue declarado memorial nacional, reconociendo el sufrimiento y crueldad que fueron infligidos a los prisioneros durante la Segunda Guerra Mundial. Hoy en día el fuerte es un ejemplo en un buen estado de conservación de los campos de prisioneros que fueron operados por la Alemania nazi durante el mayor conflicto bélico que ha conocido la humanidad.
Fort Breendonk se encuentra abierto a visitantes durante todo el año. Se encuentra en las inmediaciones de la carretera A12 que conecta las ciudades de Bruselas y Amberes.
Aunque son raras, existen imágenes de los campos de prisioneros en funcionamiento durante la guerra, y durante mucho tiempo se creyó que no las había del campo de Breendonk en este periodo. Pero de todas formas, a principios de los años 1970 apareció un paquete de fotografías entre las posesiones del fotógrafo holandés Otto Spronk. Había estado coleccionando miles de imágenes y películas del Tercer Reich como parte de su trabajo para el SOMA, una organización neerlandesa que se concentra en preservar todo el material audiovisual con contenido bélico posible. La colección consistía en 37 imágenes en las que se veía el orden diario de sucesos dentro del campo. Recuentos, comidas, trabajos forzados, e incluso oficiales de las SS descuidados, relajados y alegres mientras los prisioneros trabajaban. Existe incluso una toma del comandante nazi del campo, Philipp Schmitt, jugando con su infame perro Lump. Fueron tomadas por el fotógrafo nazi alemán Otto Kropf. Fueron tomadas para ser usadas como propaganda, aunque nunca fueron utilizadas. Todas las fotografías representaban tópicos, pero no se muestran ninguna de las atrocidades y horrores diarios del campo. Este es todo el material de referencia disponible. Varios reclusos sobrevivieron a la guerra, y fueron capaces de identificar a los otros en las imágenes y la circunstancia en la que fueron tomadas.
Cada año, en octubre, el ejército Belga, las familias de las víctimas de Breendonk y algunos supervivientes, se reúnen en una ceremonia memorial que tiene lugar en el fuerte. Generalmente asiste también algún miembro de la corona belga y en la ceremonia participan bandas militares y los Coros de la Unión Europea que interpretan, entre otros cantos de la época, el Canto de los mártires de Breendonk, el canto de los partisanos y el Himno a la alegría.

## Galería

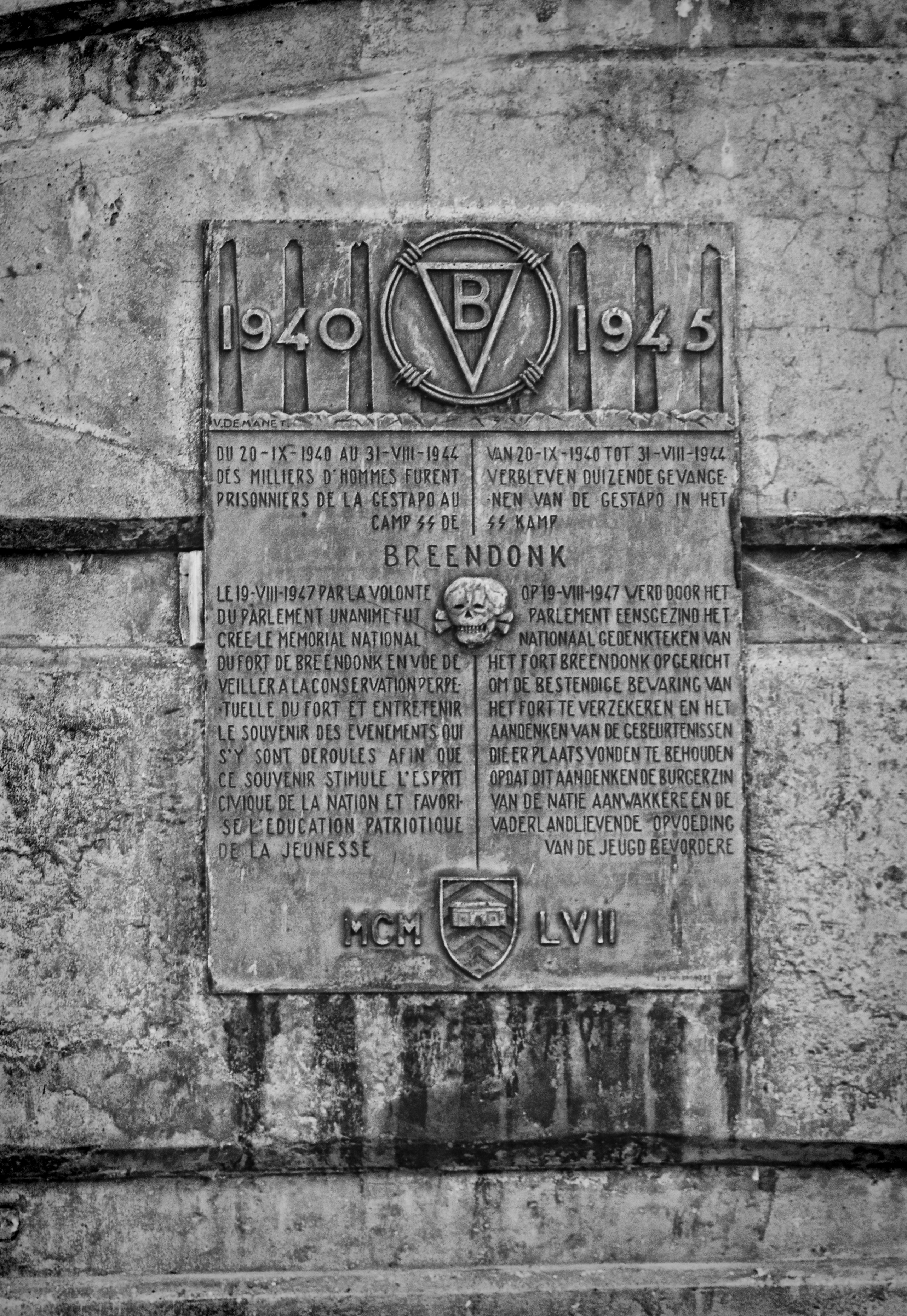
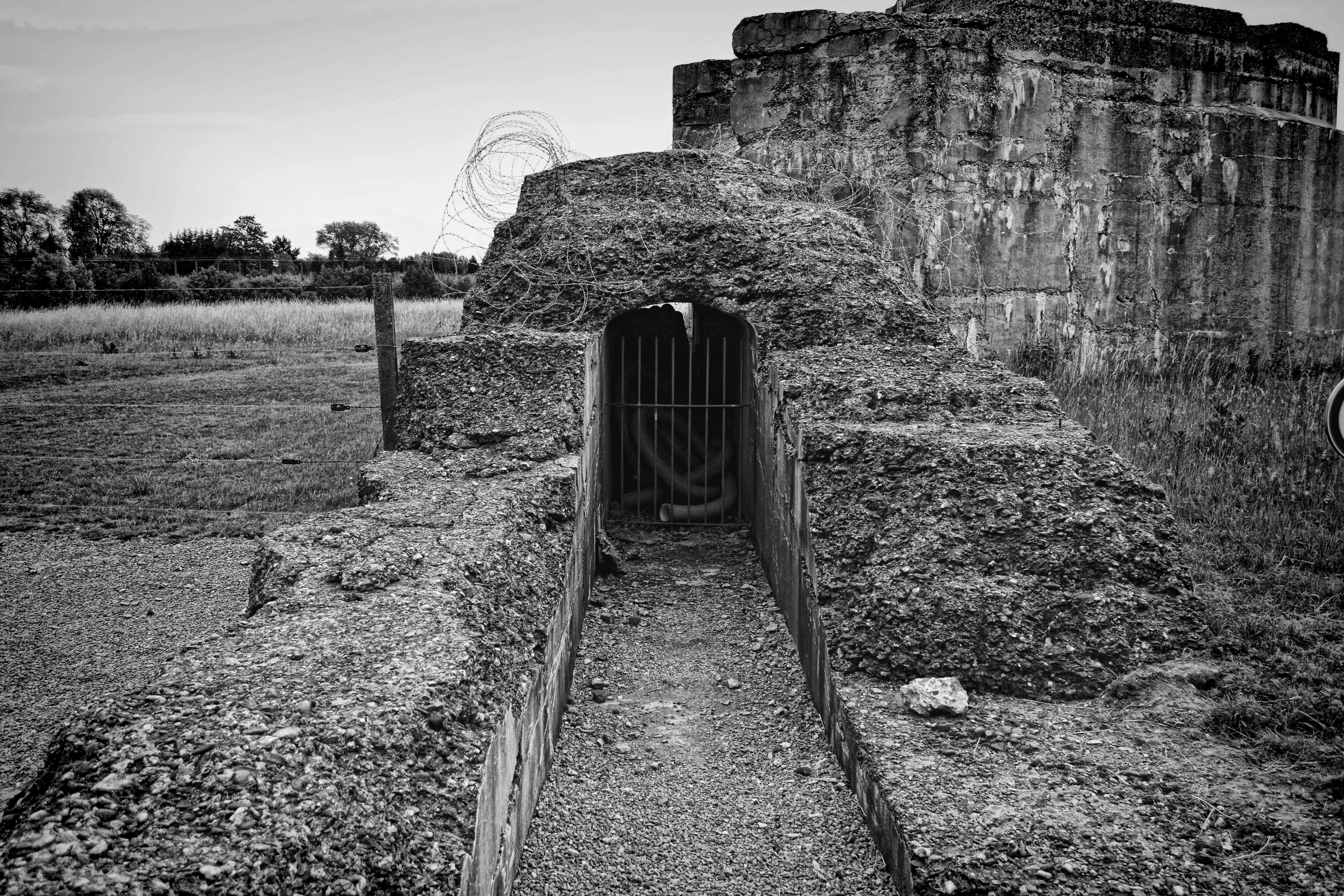
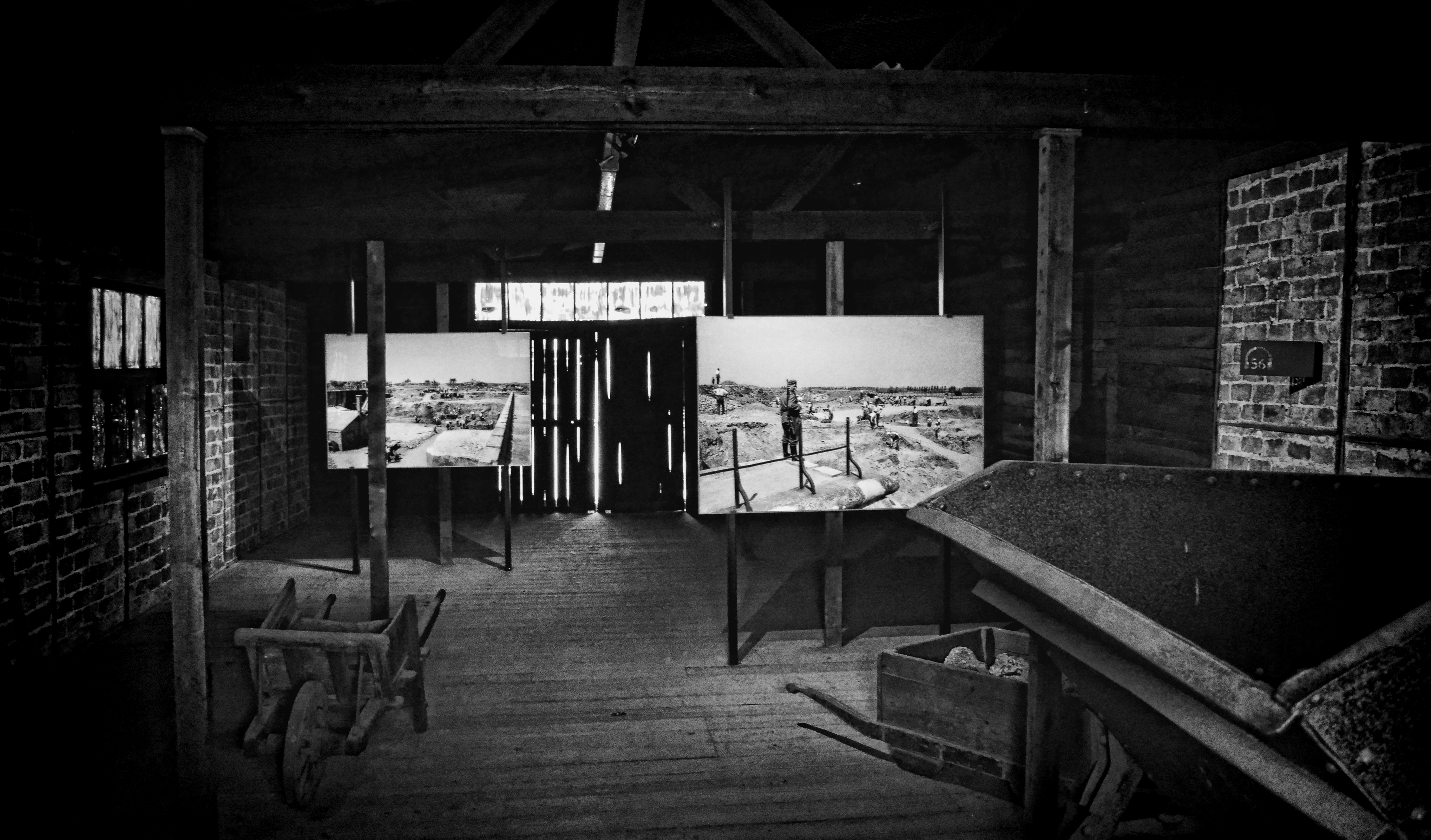
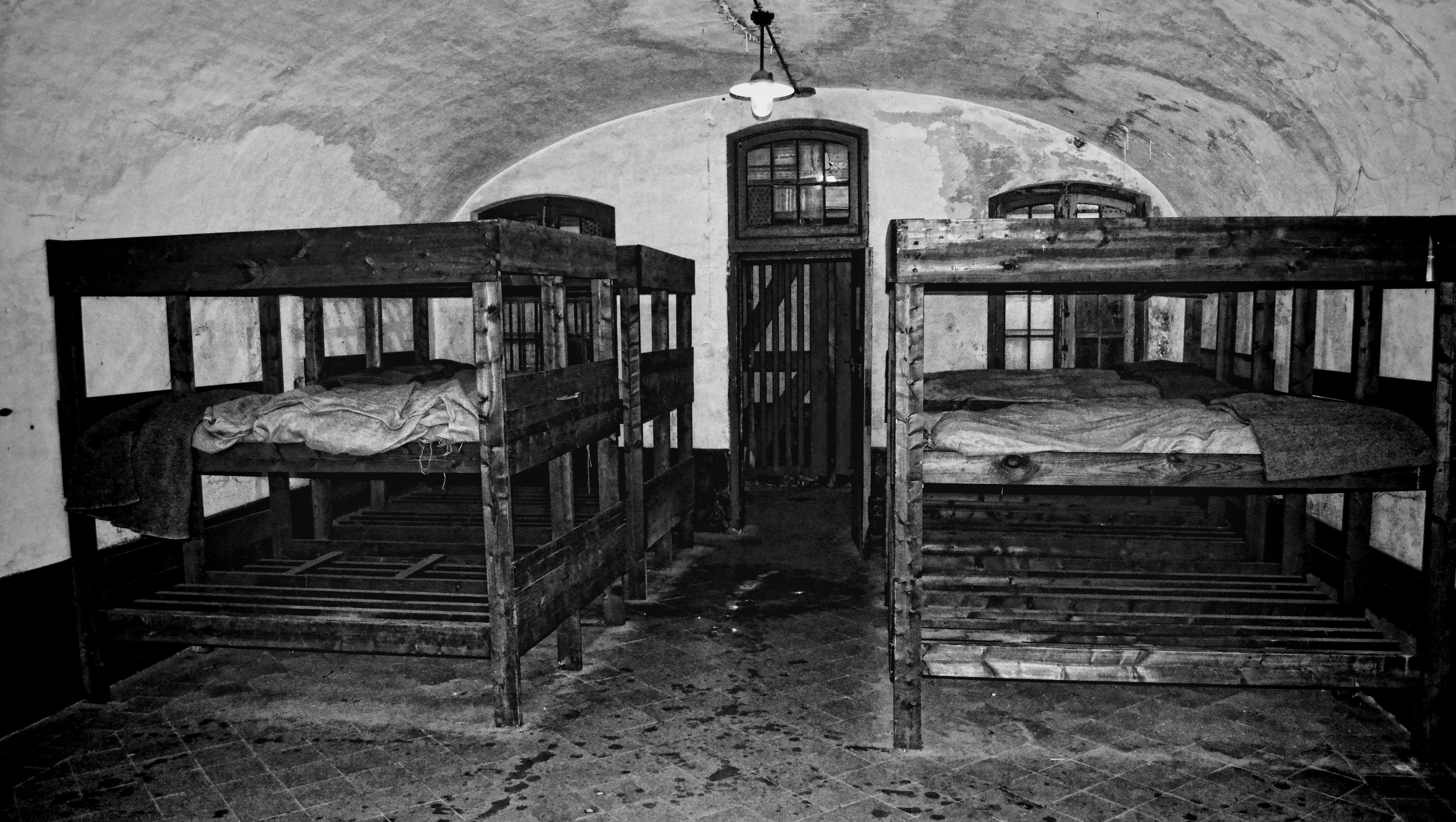
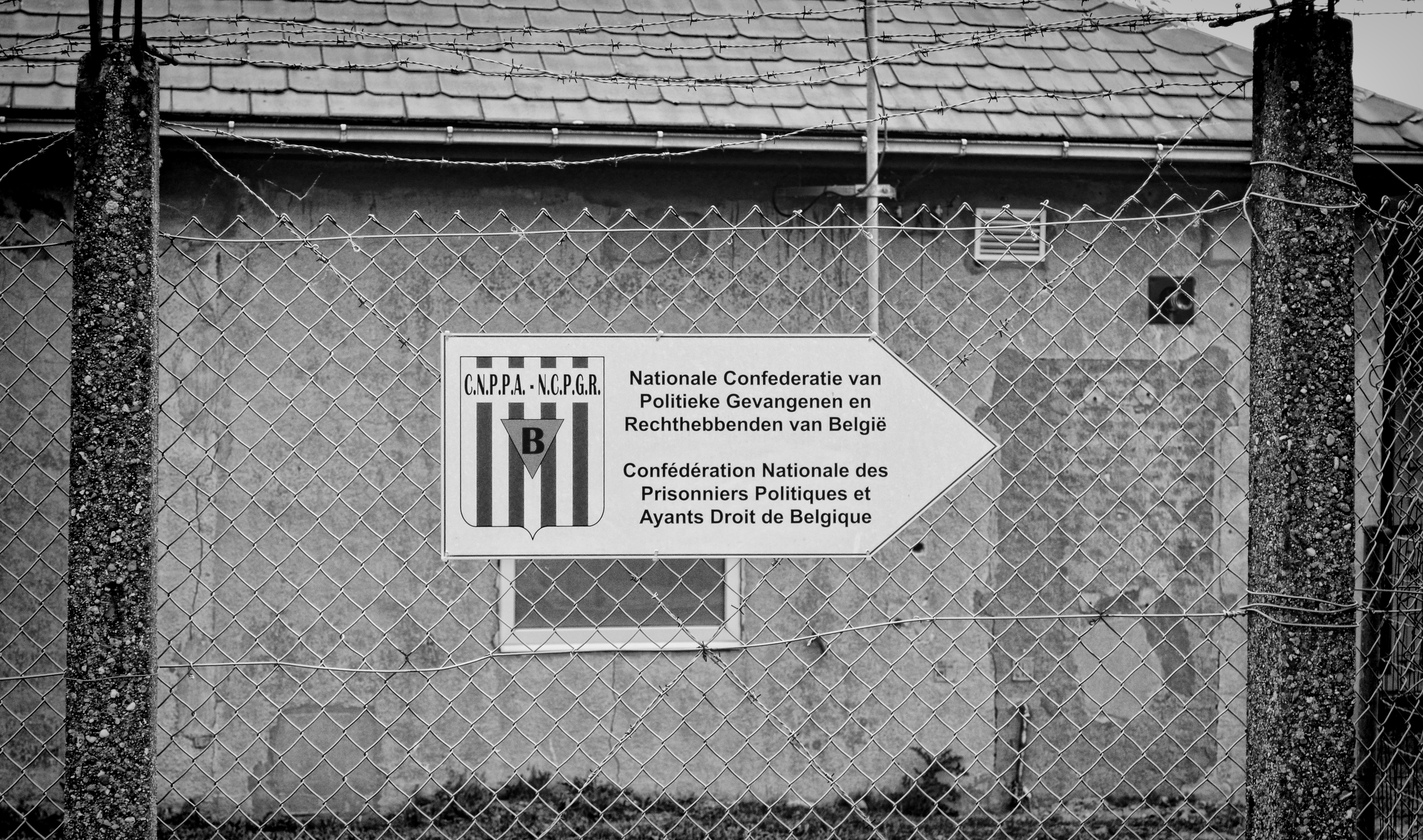
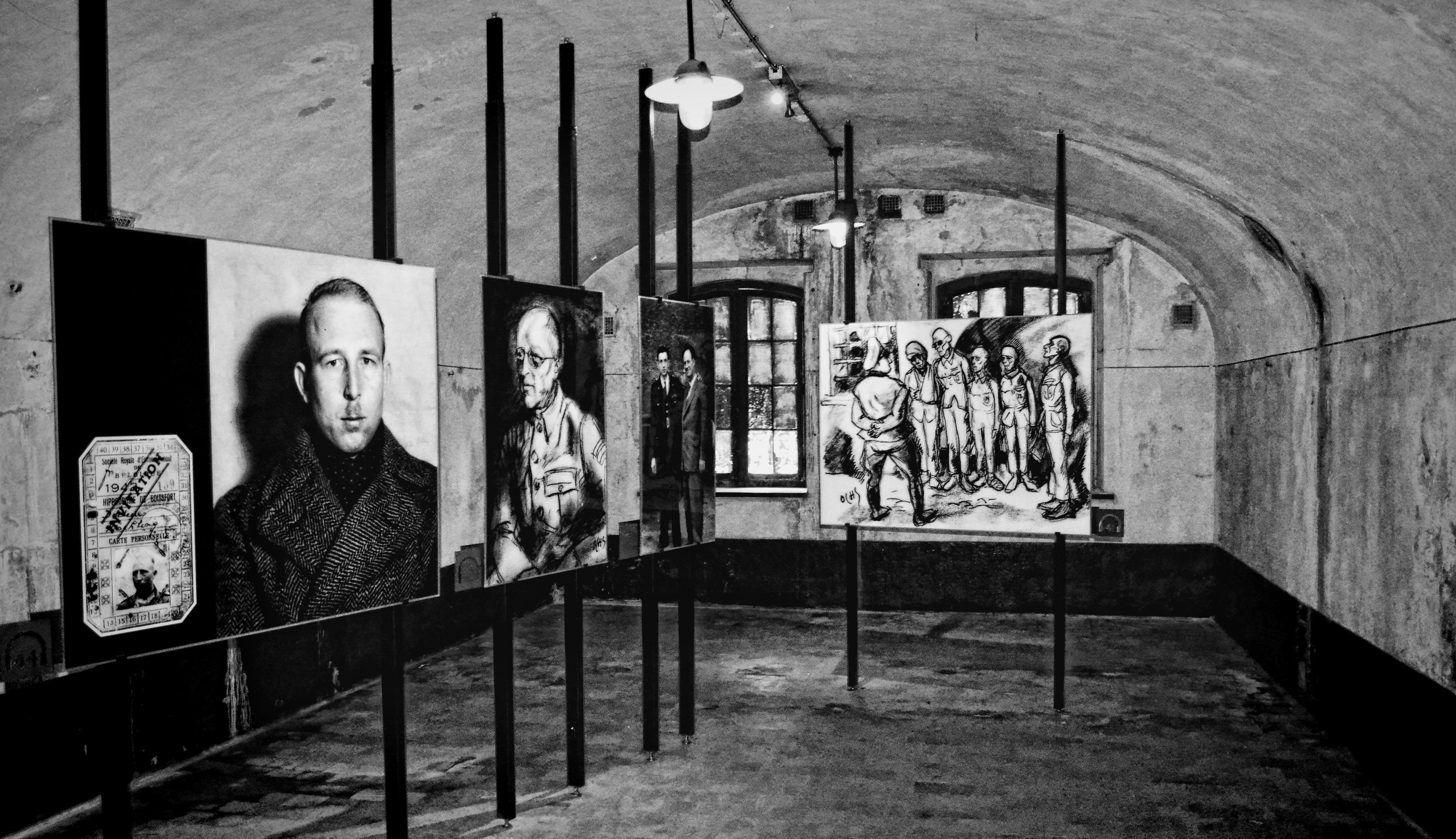
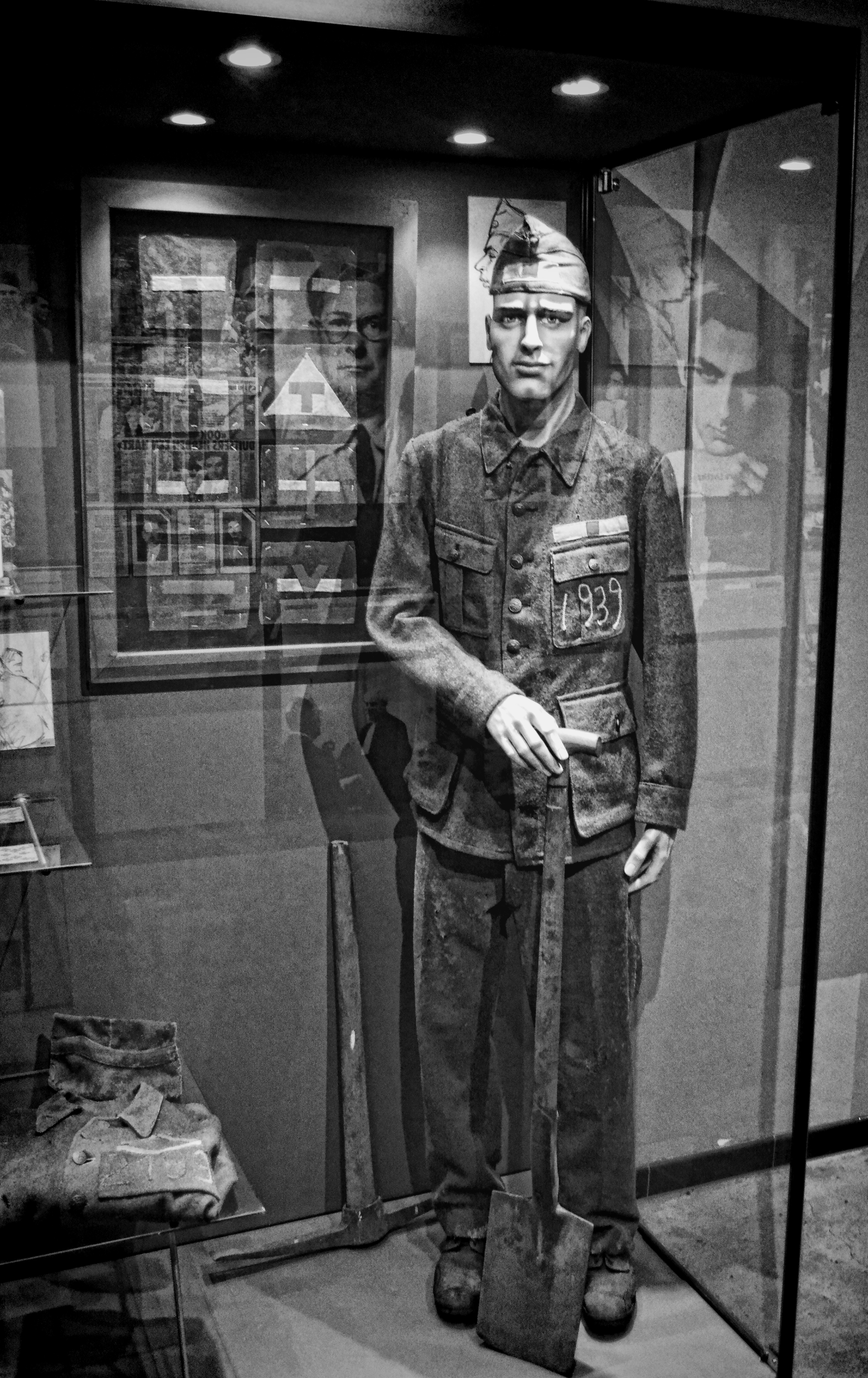
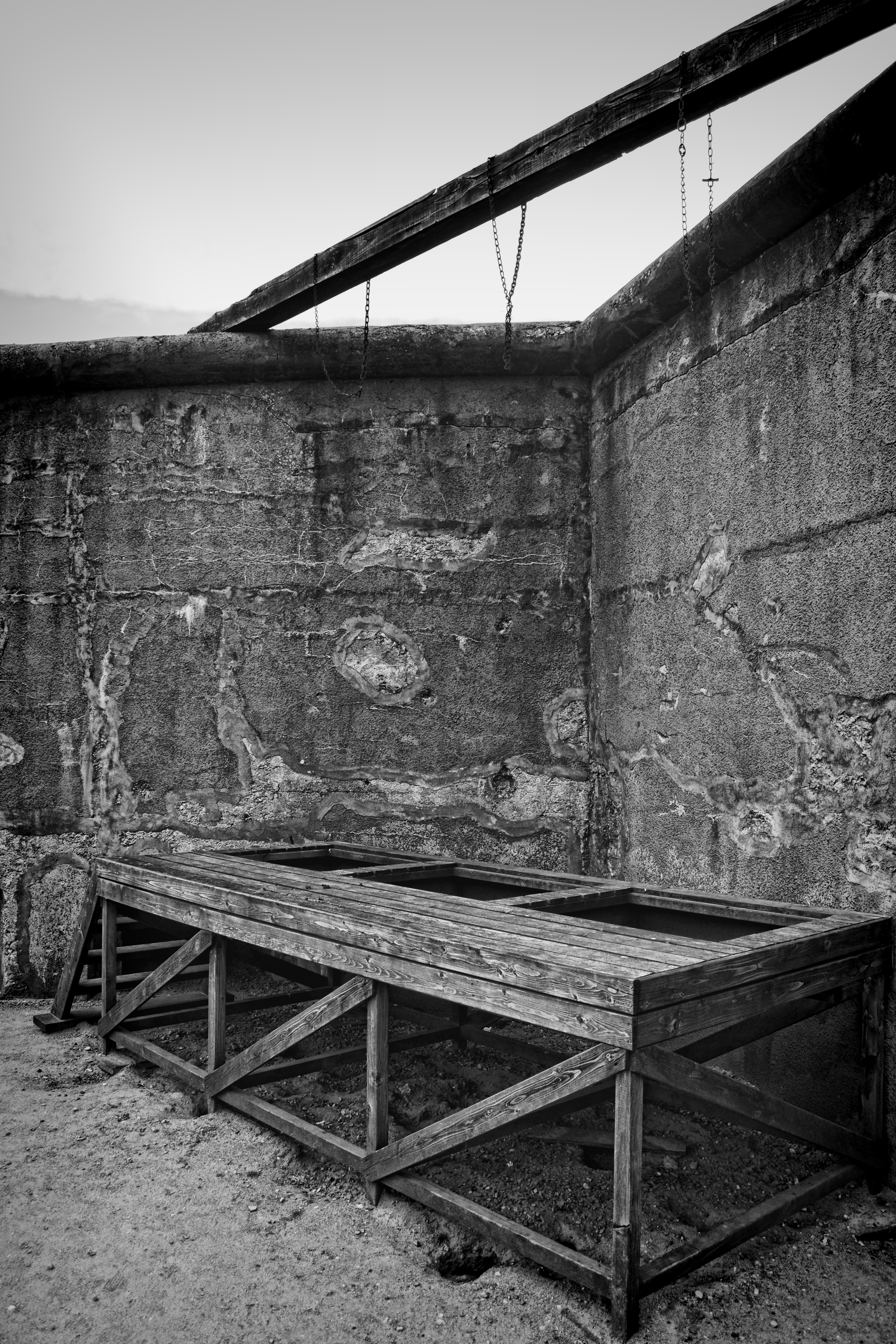
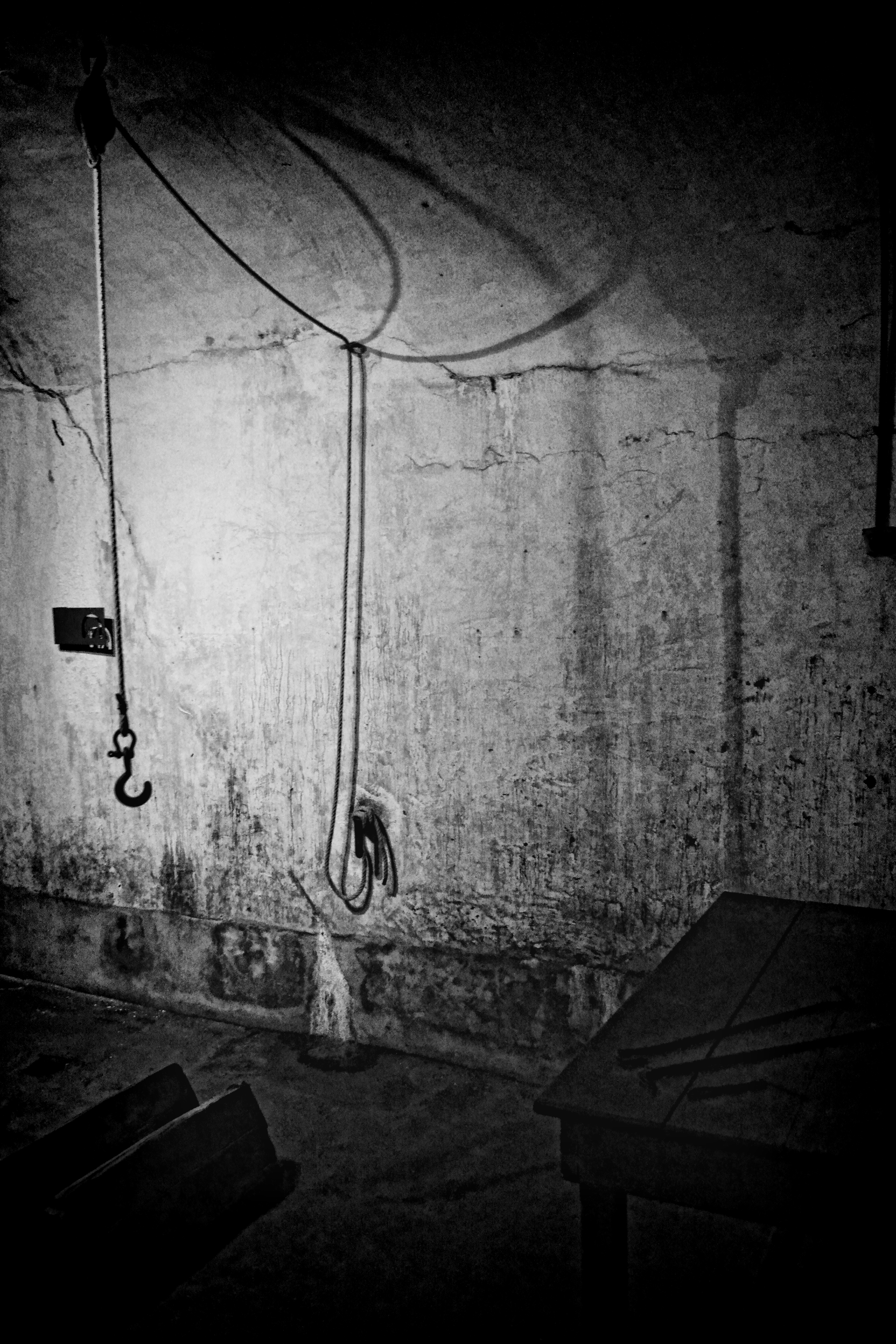
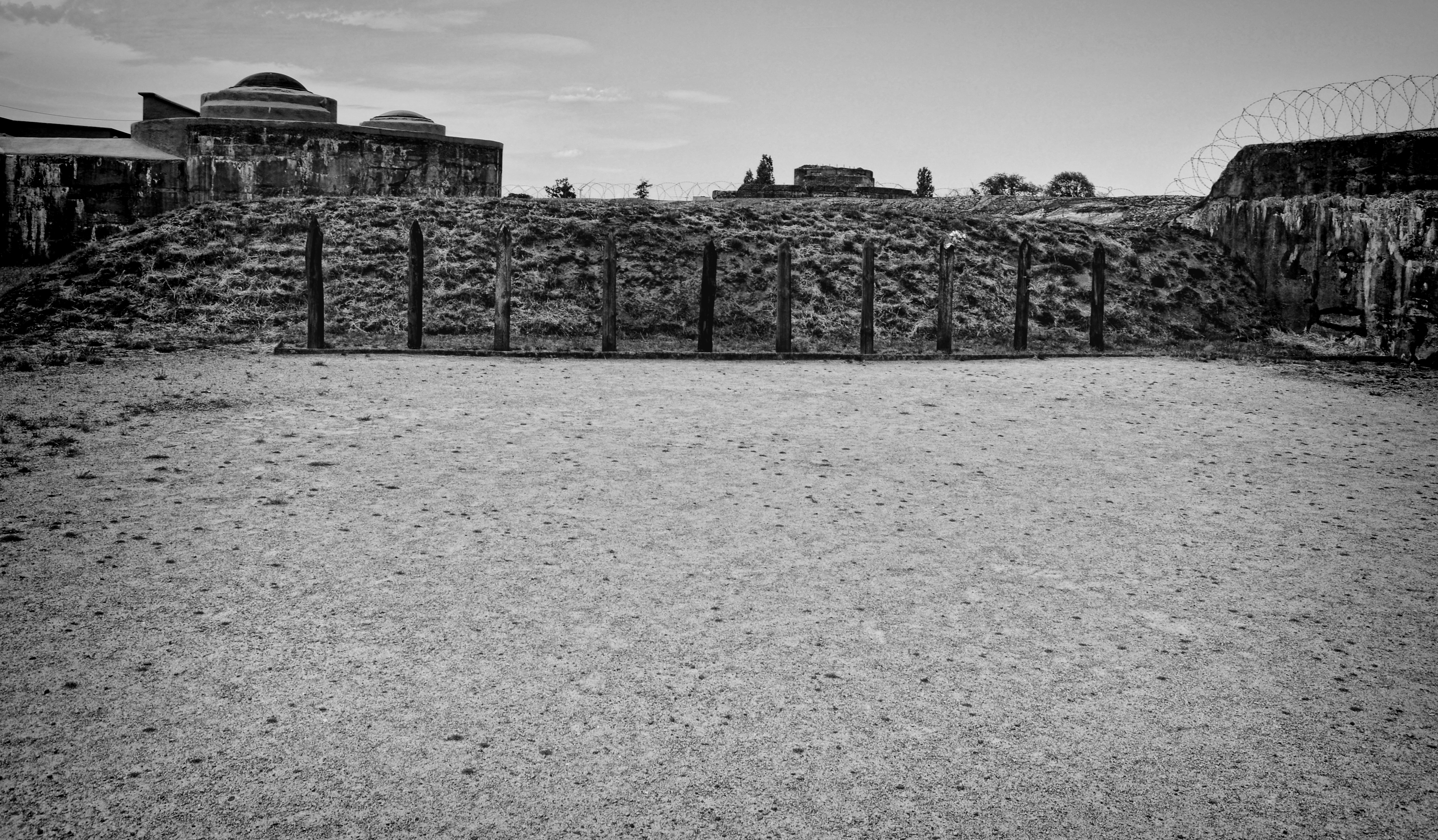
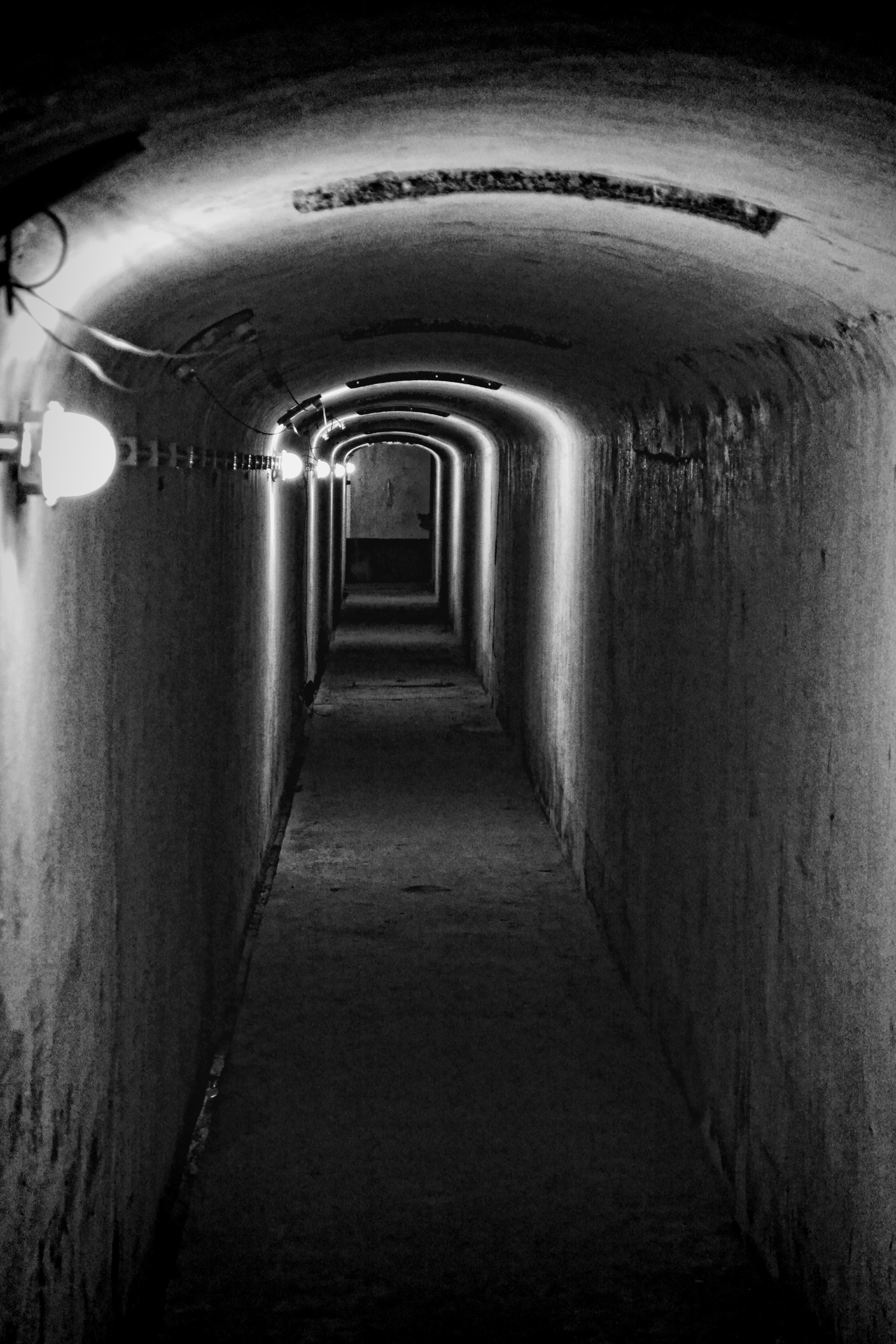
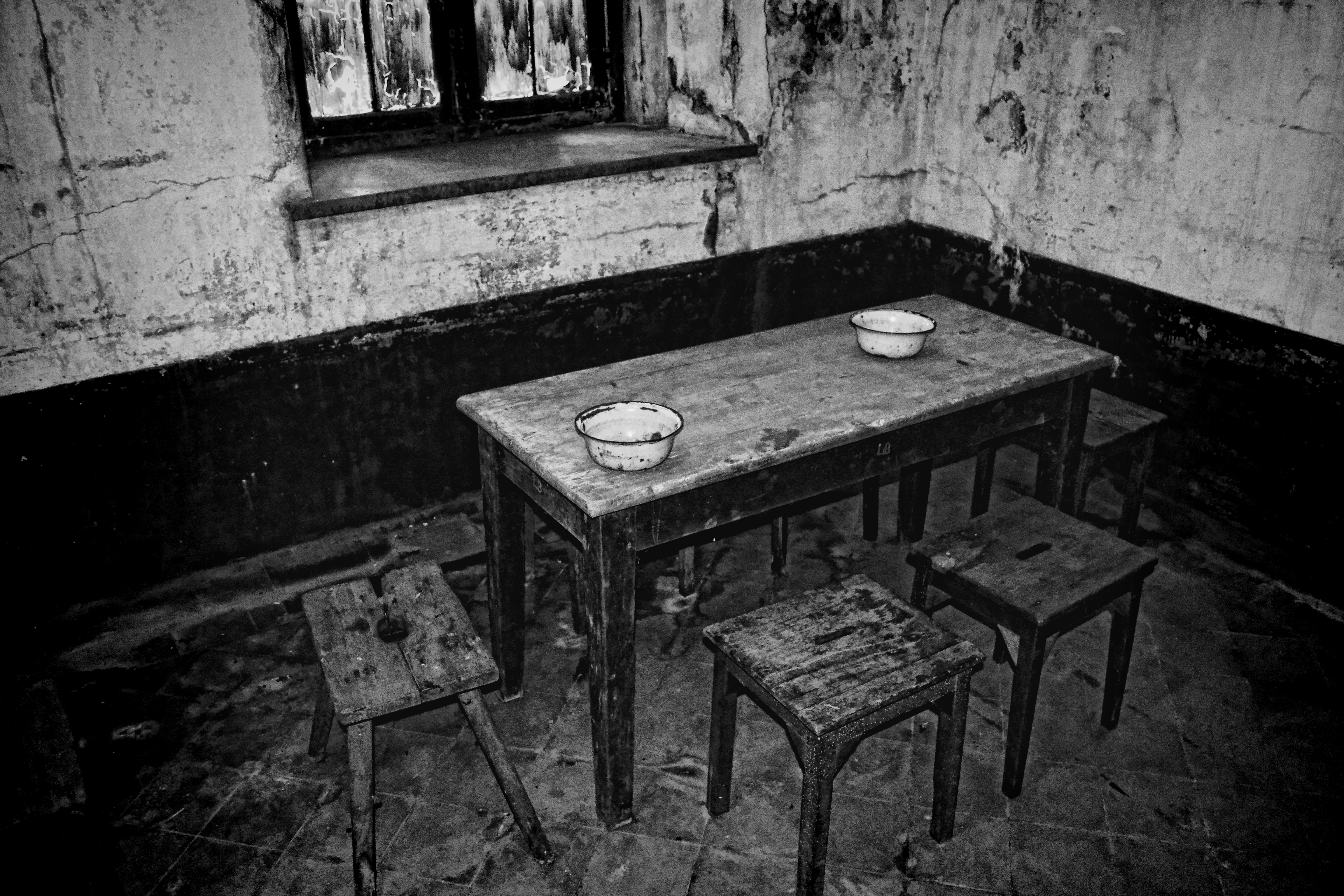
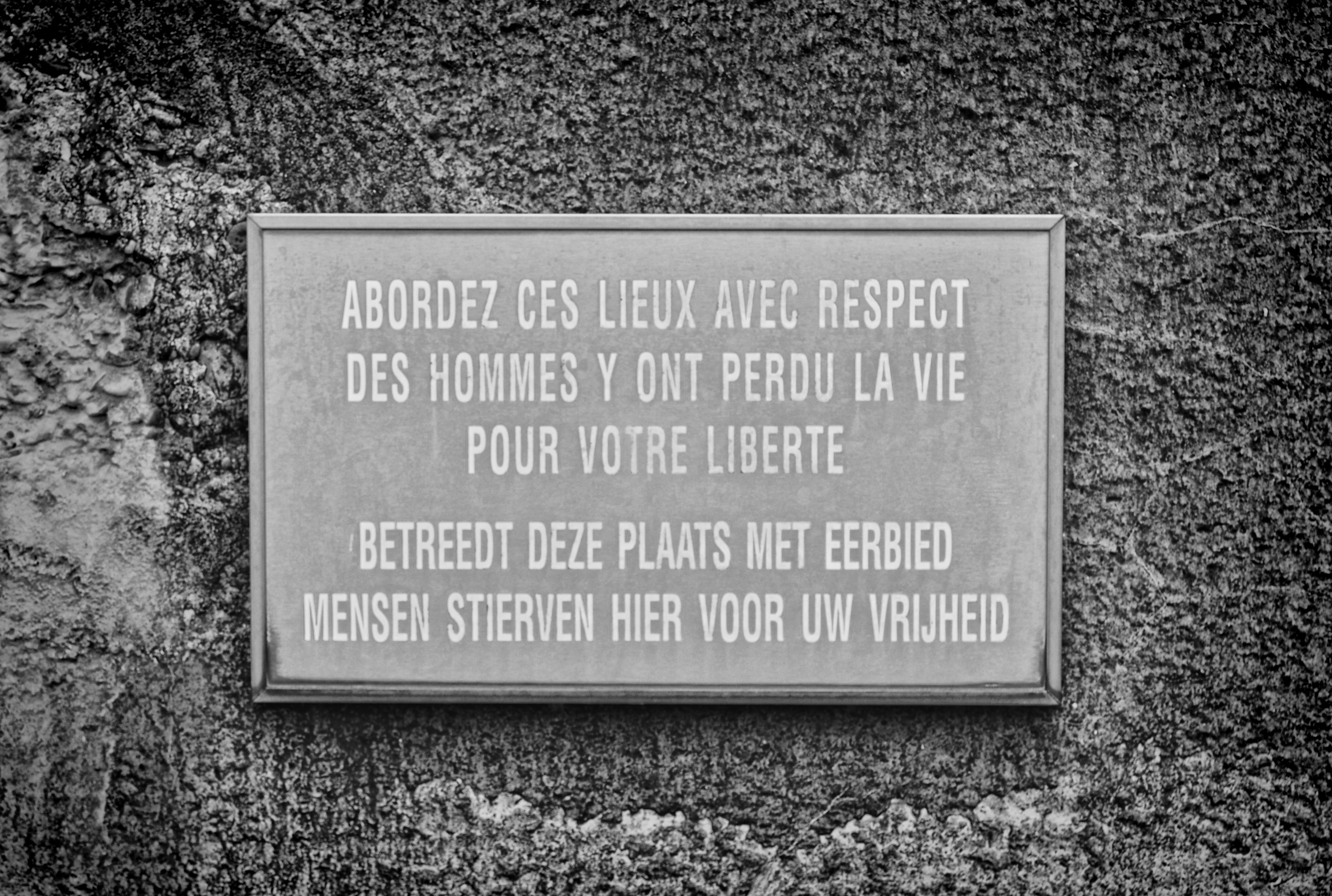
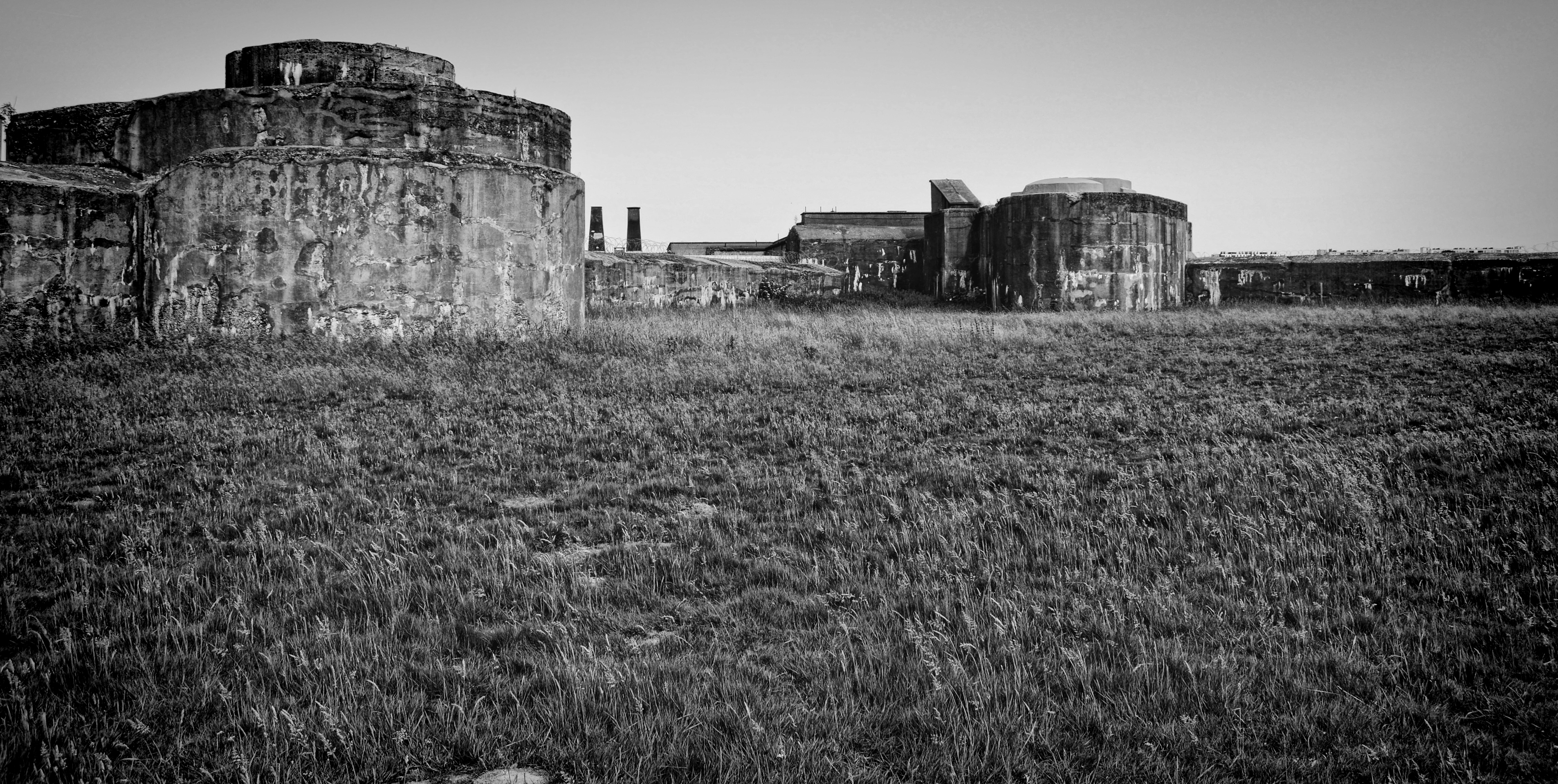
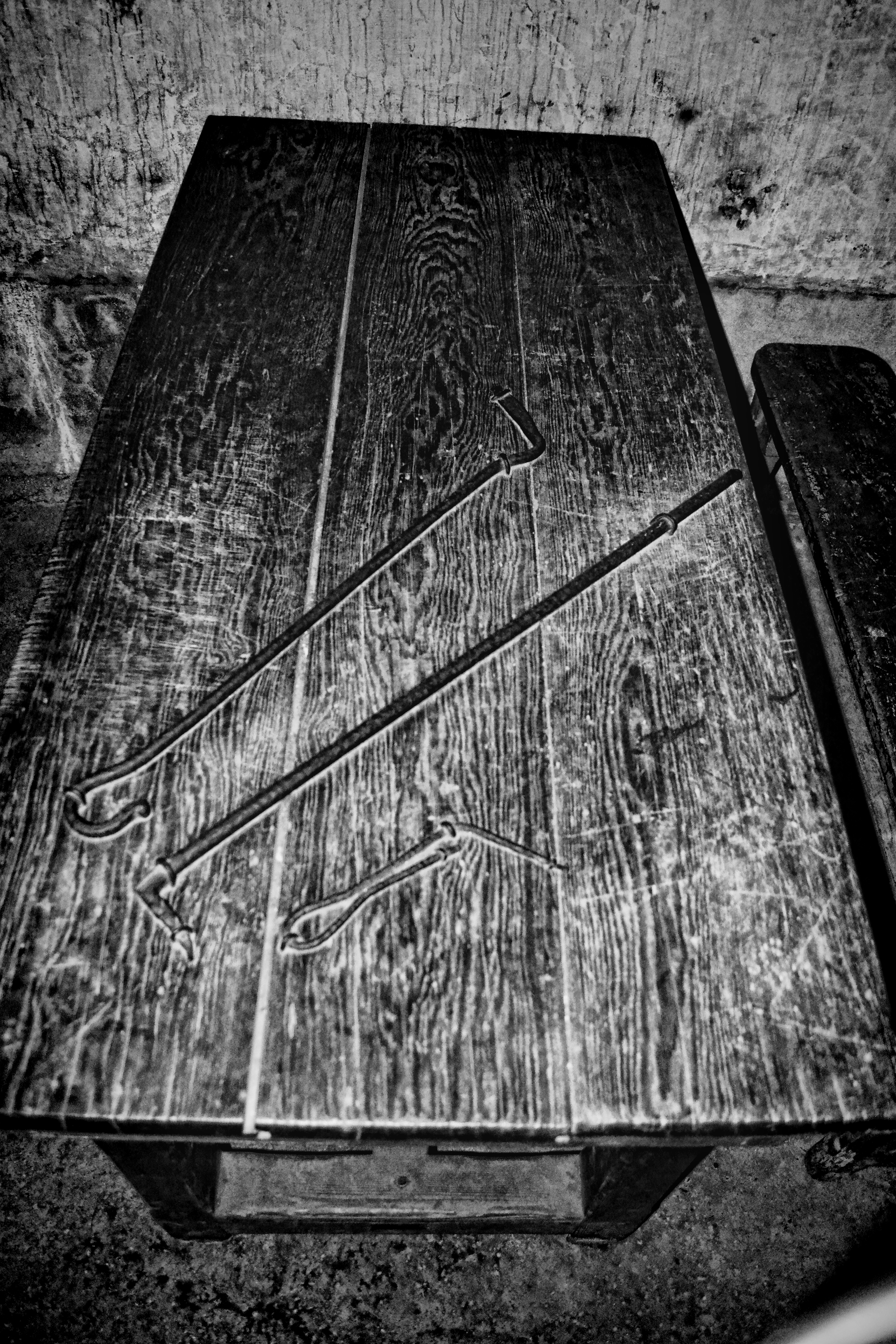
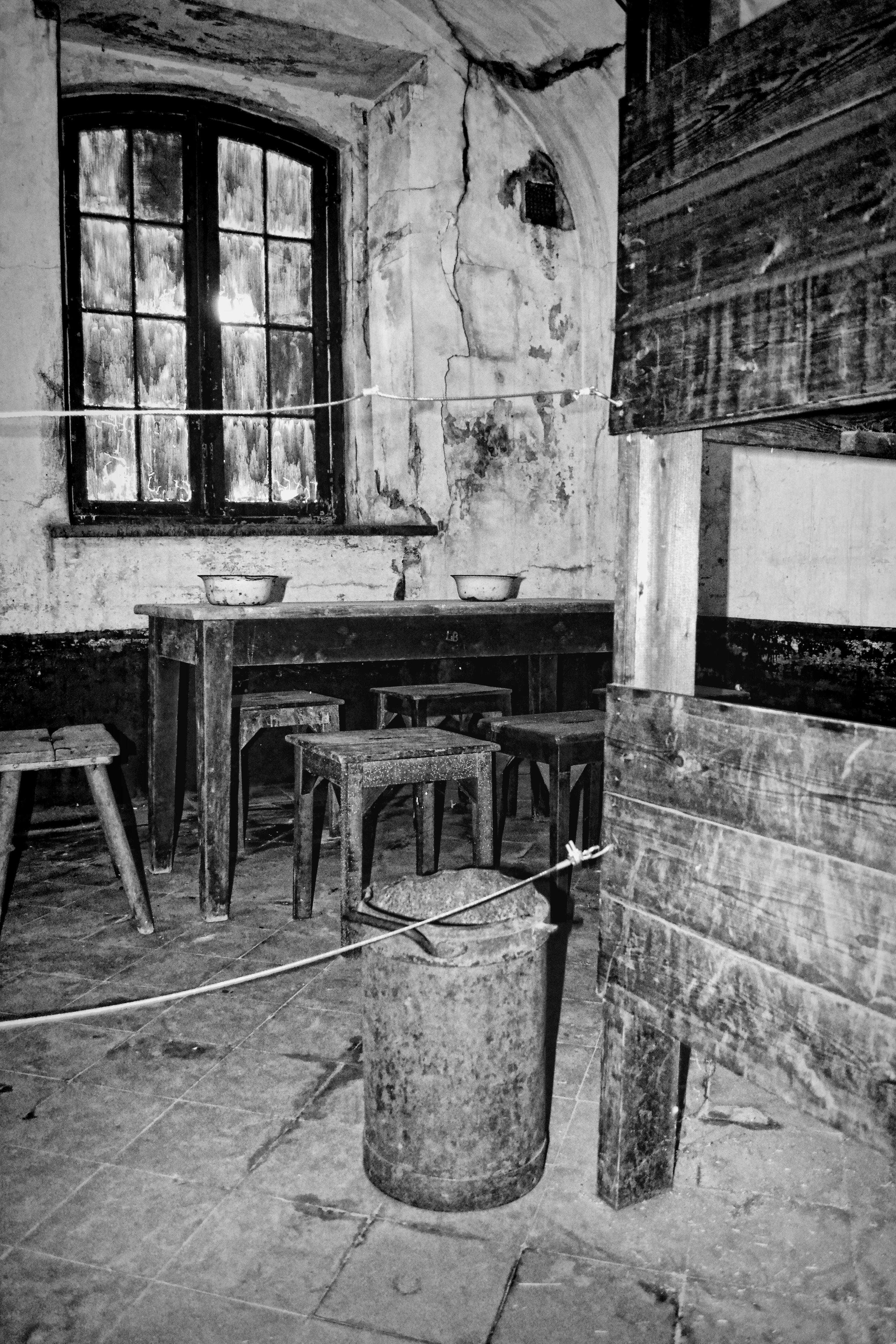
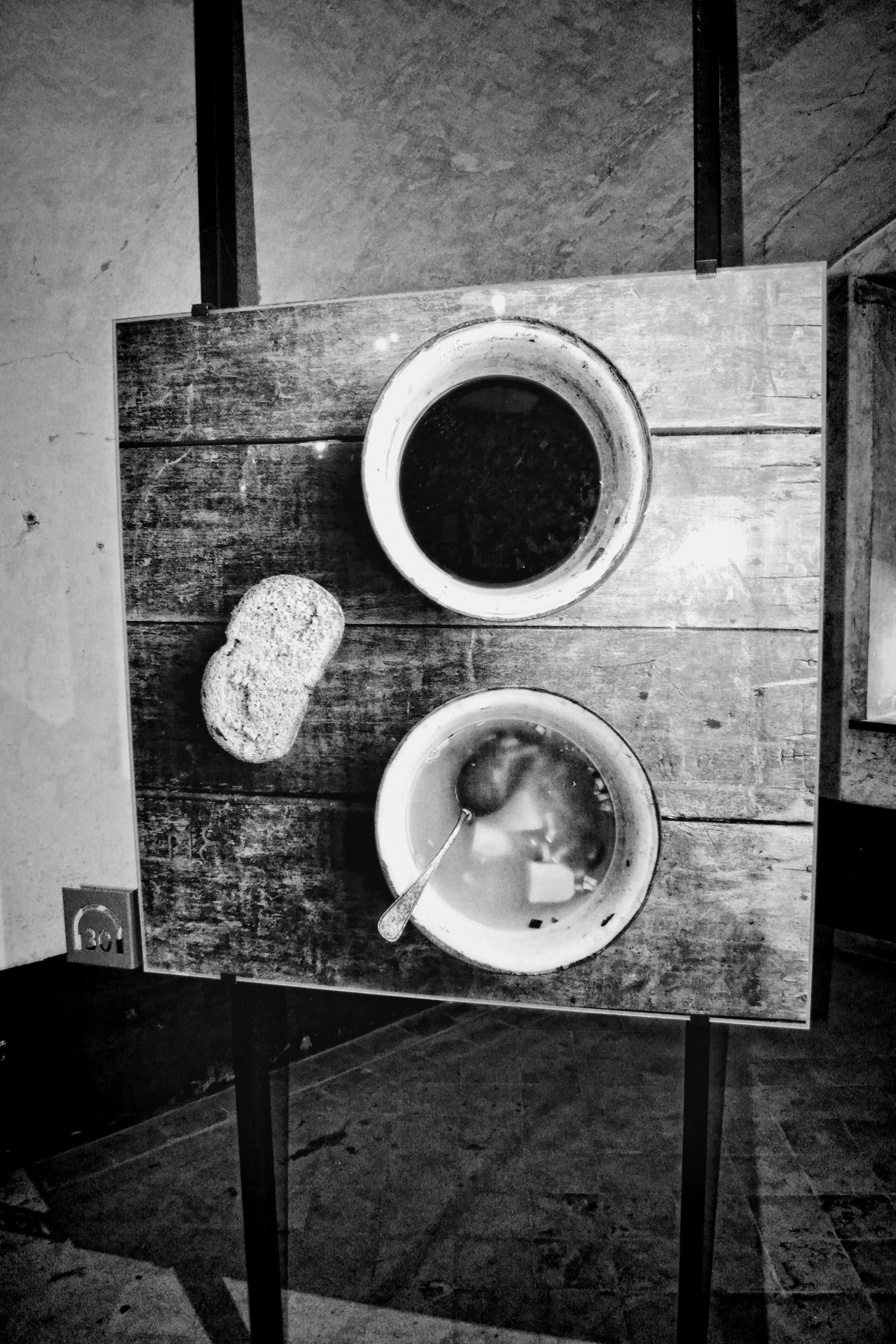
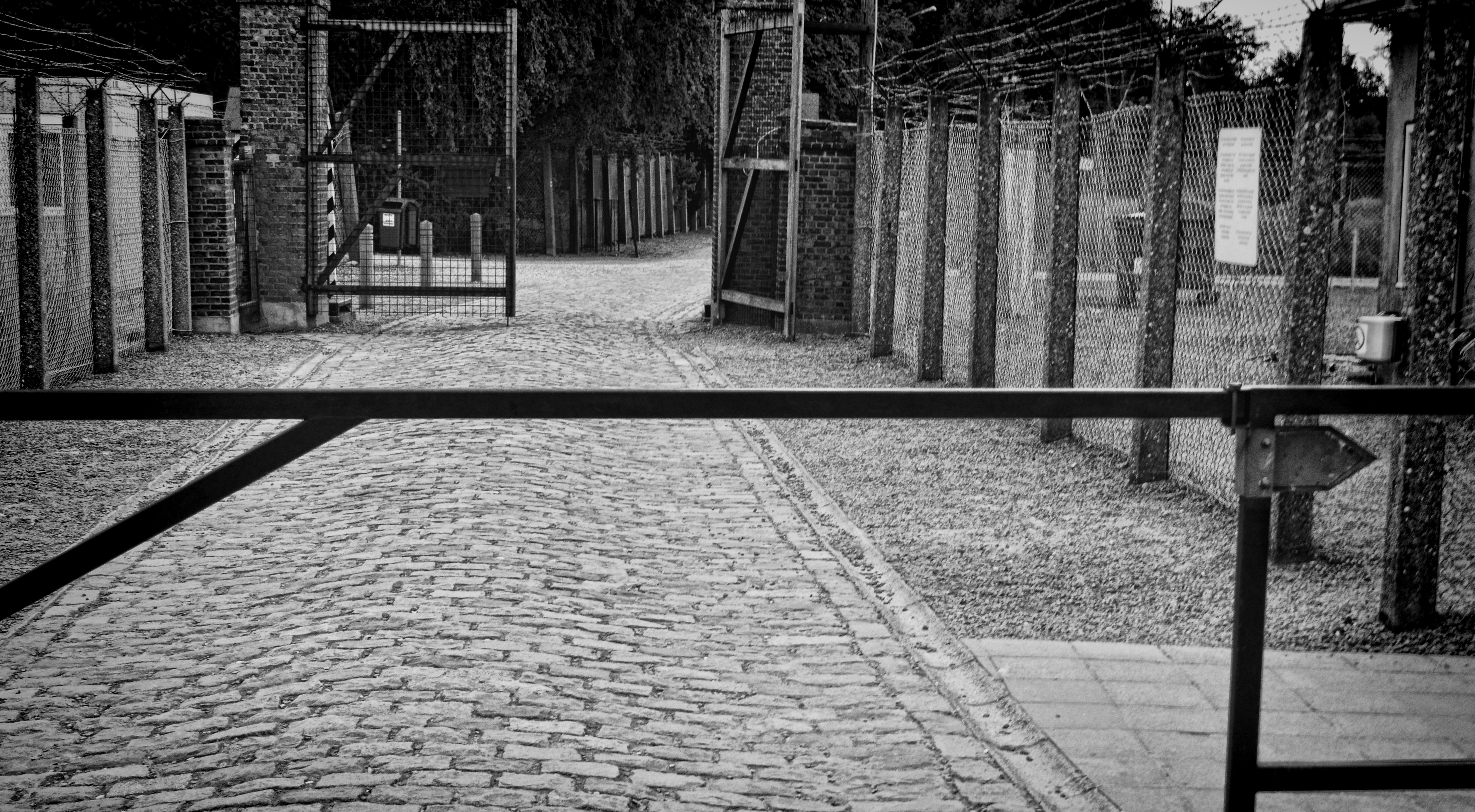
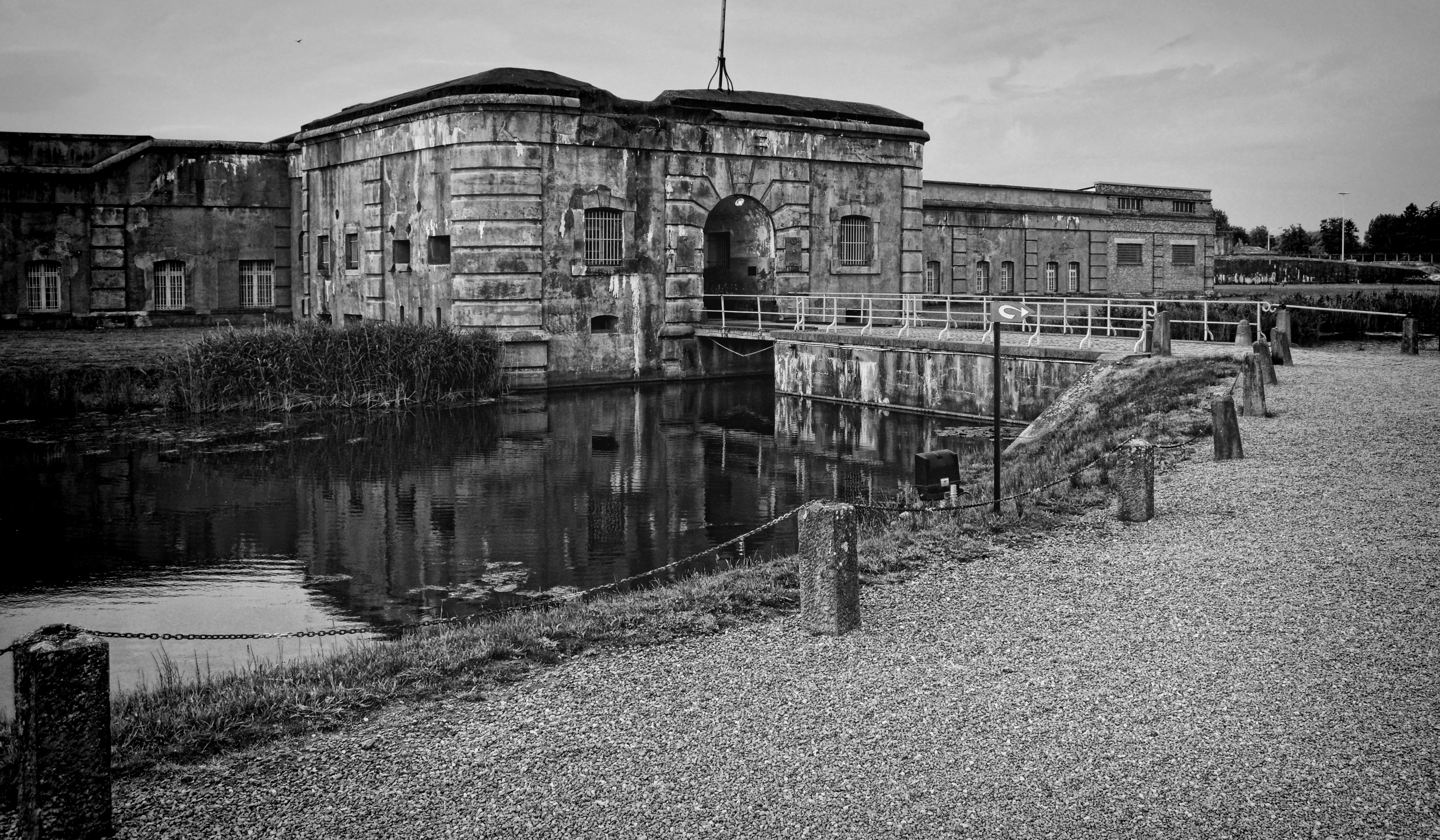
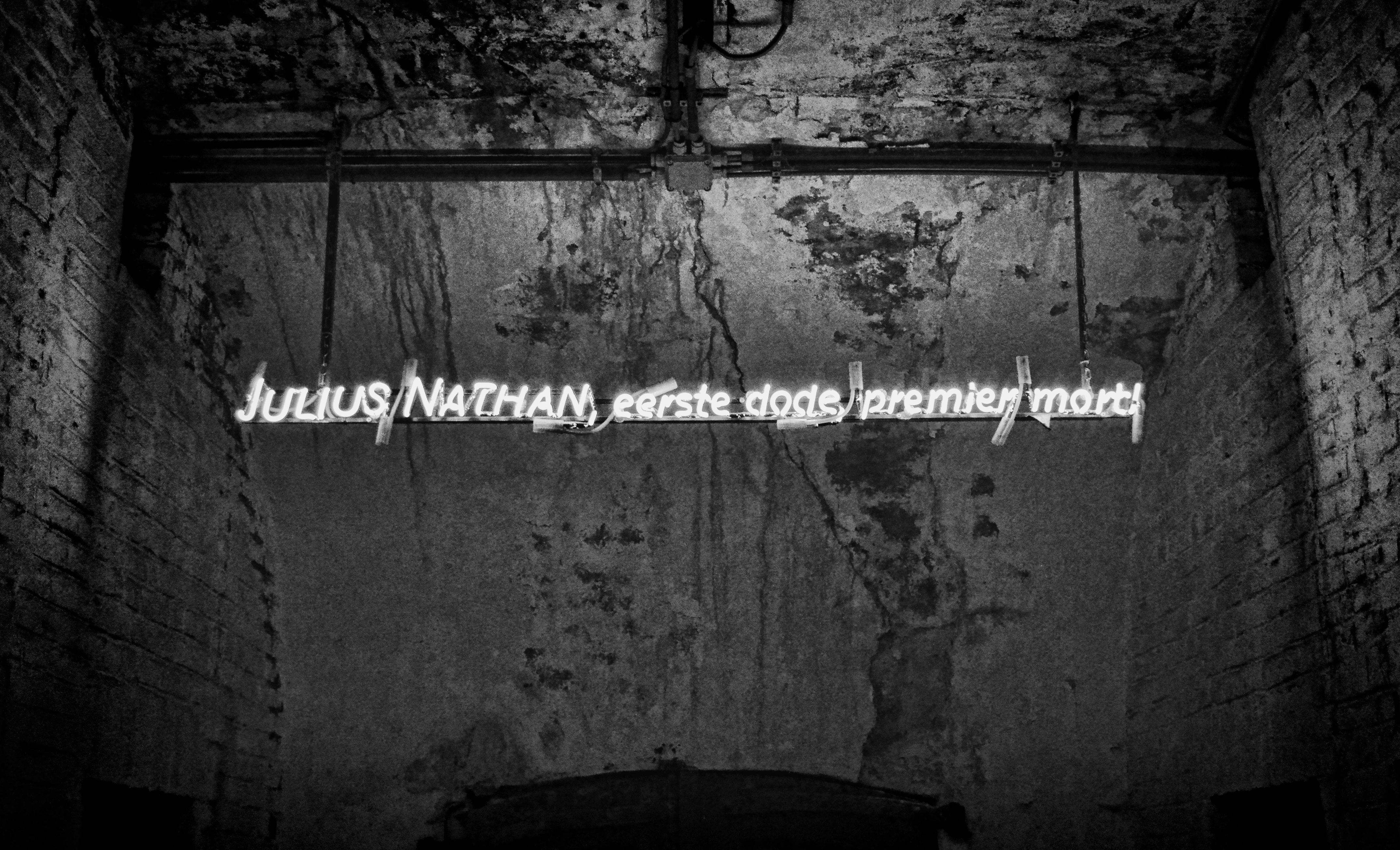
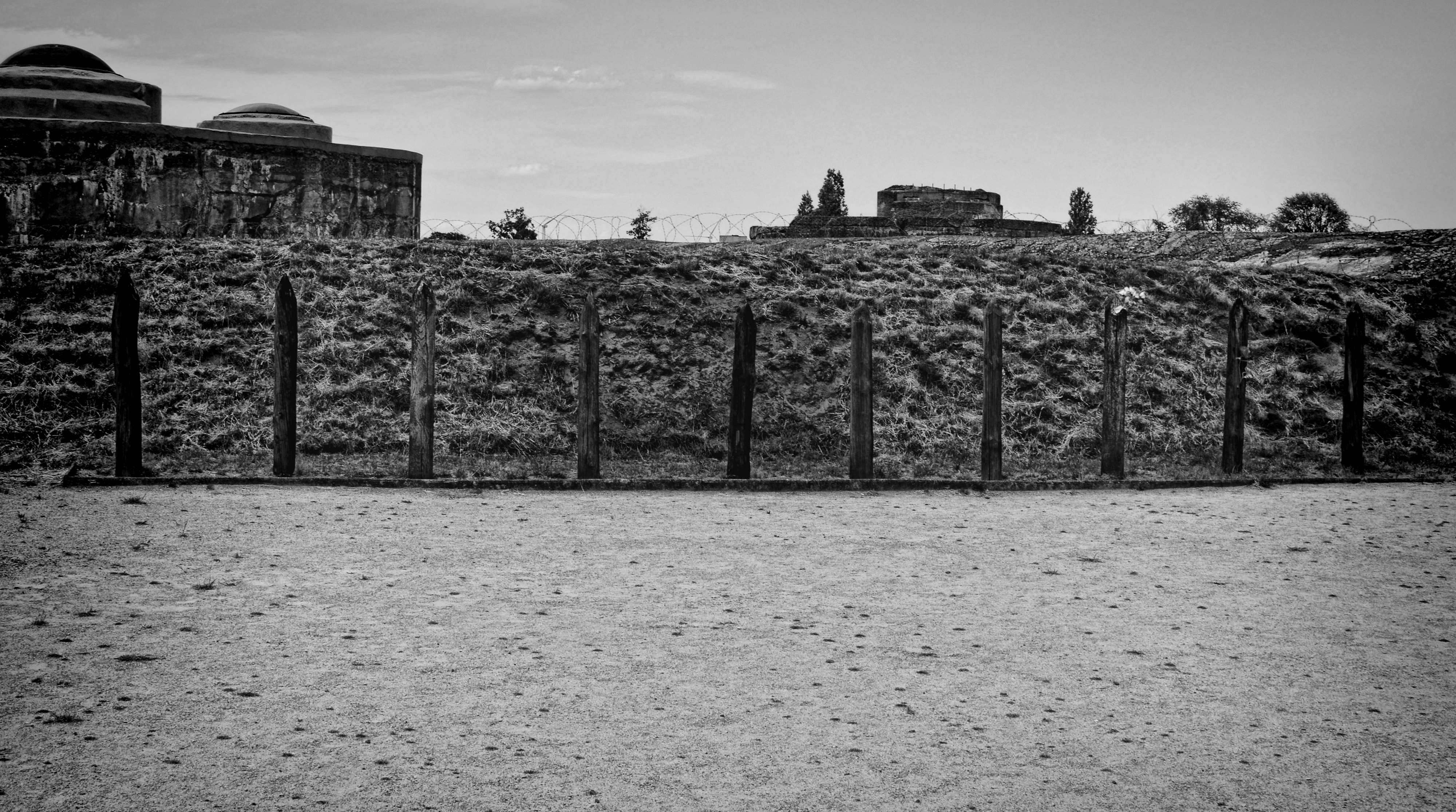